# Geobra Brandstätter
Die Horst Brandstätter Holding GmbH ist die Obergesellschaft des Horst Brandstätter Konzerns, zu dem auch die geobra Brandstätter Stiftung & Co. KG gehört. Bekannteste Marke von geobra Brandstätter ist Playmobil. Der Sitz des Unternehmens ist im fränkischen Zirndorf.

## Geschichte

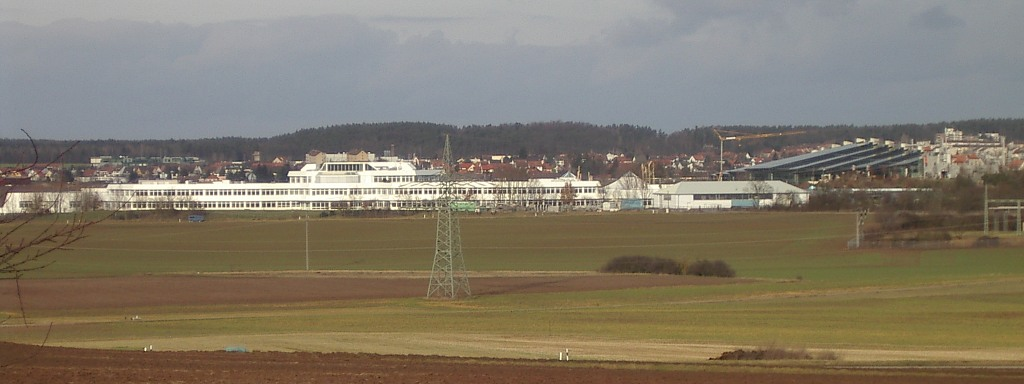
Brandstätter-Unternehmenszentrale (links) und Playmobil FunPark in Zirndorf

Der Schlosser Andreas Brandstätter machte sich 1876 mit sechs Mitarbeitern selbstständig. Sein Unternehmen produzierte Beschläge für Schatullen und Schlösser. Sein Sohn Georg Brandstätter (* 3. August 1868 in Cadolzburg, † 11. Januar 1935 in Nürnberg) übernahm das Unternehmen im Jahr 1908 und prägte den Firmennamen geobra. Nach diesem Wechsel wurde es in Metallwarenfabrik Georg Brandstätter umbenannt. Das Unternehmen zog nach Zirndorf um, wo es 1926 als offene Handelsgesellschaft eingetragen wurde. Produziert wurden Kaufladenartikel, Spielzeuge, Telefongeräte und Spardosen. Zu Beginn der 1930er Jahre wurde der Unternehmensname um das Markenzeichen geobra ergänzt.
Georgs Enkel Horst Brandstätter trat 1952 in das Unternehmen ein und wurde zwei Jahre später Gesellschafter, nachdem er die Volljährigkeit erreicht hatte. Auf ihn geht die Umstellung der Produktpalette auf Kunststoff zurück. Es wurden Hula-Hoop-Reifen, lenkbare Sitztraktoren und Sparschweine produziert. Aufgrund der starken Konkurrenz im Spielwarengeschäft wurde die Produktpalette stetig erweitert und auch Wasserski, Kunststoff-Sportboote, Öltanks und Plattenspieler hergestellt. 1964 wurde die HOB GmbH & Co. KG (Horst Brandstätter) zum Bau von Plattenspielern und Wechselsprechanlagen gegründet. 1981 trat Klaus Brandstätter in das Unternehmen ein und wendete die Produktion in Richtung Software, insbesondere für Remote Access. 1969 wurden in Dietenhofen neue Fabrikgebäude gebaut, 1971 auf Malta die erste Auslandsproduktion begründet. Zu Beginn der 1970er Jahre wurden auch Einrichtungsgegenstände wie Deckenpaneele und Möbel als Produkte ins Auge gefasst, jedoch mit Beginn der Ölkrise nicht weiterverfolgt. Das Unternehmen hatte Probleme, genügend Rohstoffe zu bekommen und geriet in die roten Zahlen.
In dieser Situation wurde die Entwicklung eines kleineren Systemspielzeugs forciert, das auf von Hans Beck entwickelten Figuren basierte. 1972 wurde die Figur in Deutschland patentiert. 1973 folgten Patente in den USA, Frankreich, Italien und im Vereinigten Königreich. Im Februar 1974 wurde dann erstmals Playmobil vorgestellt und bereits im Herbst des Jahres in den Markt eingeführt. Anfangs konnte die Nachfrage kaum gedeckt werden. Bis heute ist Playmobil das wichtigste Produkt von geobra Brandstätter.
1990 zog die Firma in die heutige Firmenzentrale um. 1995 wurde die Stiftung „Kinderförderung von Playmobil“ von Firmeninhaber Horst Brandstätter gegründet. Im Jahr 2000 wurde mit der Marke LECHUZA-Pflanzsysteme das Geschäftsfeld der Pflanzgefäße und Zubehör erschlossen. Die LECHUZA-Pflanzsysteme bestehen aus Kunststoff und sind mit einem Erdbewässerungssystem ausgestattet.
Am 3. Juni 2015 starb der Playmobil-Unternehmensinhaber Horst Brandstätter. Er hinterließ seine beiden Kinder Klaus und Conny sowie vier Enkel. Er wurde zweimal geschieden. Nach seinem Tod ging das Unternehmen in eine Doppelstiftung über: eine gemeinnützige Stiftung und eine Unternehmensstiftung, in der die wichtigsten Mitarbeiter vertreten sind. An der offiziellen Geschäftspolitik der Firma änderte sich kaum etwas, doch intern entstand ein Führungsproblem; Insider berichteten in der Süddeutschen Zeitung von einem Machtvakuum: „Keiner der drei neuen Vorstände darf allein entscheiden, man belauere sich.“
Im März 2016 wurde erklärt und danach bestätigt, dass Judith Weingart, eine der Vorsitzenden, die Firma wegen Problemen mit ihren Vorsitzpartnern verlassen habe. Im November 2016 erklärte das Unternehmen, dass mit Steffen Höpfner ein bisheriges Mitglied des Stiftungsrates den Vorsitz des Vorstands übernehmen soll und sowohl die Unternehmensgruppe als auch die Stiftung führen werde. Die faktische Entscheidungsgewalt liegt laut Recherchen des Manager Magazins allerdings bei Marianne Albert. Die langjährige Chefsekretärin steht nicht nur der gemeinnützigen Stiftung vor, sondern leitet auch den Beirat. Und dieser „kann den Vorstand nicht nur abberufen, sondern auch Entscheidungen jederzeit an seine Zustimmung binden, wovon Albert regen Gebrauch macht. (…) Nun zweifelt kaum noch jemand daran, wer die Herrin im Haus ist.“
Anfang Oktober 2023 gab die Horst Brandstätter Group bekannt, aufgrund von Umsatz- und Gewinneinbußen insgesamt rund 700 Stellen zu streichen, davon etwa 370 in Deutschland. Dies entspreche einem Anteil von 17 Prozent der Gesamtbelegschaft und von 16 Prozent in Deutschland. Tage zuvor war bereits bekannt geworden, dass die Gruppe den nicht mehr als Kernkompetenz erachteten Formenbau auslagert und 74 Stellen streicht. Nach Verhandlungen zwischen Betriebsrat und dem Unternehmen konnte im Rahmen einer Einigungsstelle eine einvernehmliche Lösung gefunden werden, wie im September 2024 bekannt gemacht wurde. Die Personalabbaumaßnahmen im Zuge der Restrukturierung sind damit abgeschlossen und der Stellenabbau sei demnach deutlich geringer als ursprünglich geplant, wie die Nürnberger Nachrichten berichten.

## Sonstiges
Anlässlich des 50. Geburtstags der Marke Playmobil haben zehn Künstler je eine 1,50 Meter große Playmobil-Figur künstlerisch gestaltet. Die Kunstwerke werden im September 2024 zugunsten von Save the Children Deutschland e. V. versteigert.

## Standorte und Unternehmen
- Zentrale, Zirndorf[13] 49,42945° N, 10,94012° OKoordinaten: 49° 25′ 46″ N, 10° 56′ 24,4″ O
- Playmobil-Werke Dietenhofen, Onil, Hal Far, Eger (tsch. Cheb)[13]
- Lechuza-Werk Dietenhofen[13]
- Playmobil-Logistikzentrum Herrieden[13]
- Playmobil & Lechuza Vertriebsgesellschaften Österreich, Frankreich, Spanien, Vereinigtes Königreich, Benelux, USA, Italien, Kanada, Griechenland, Nordeuropa, Malta[14]
- Playmobil-FunStores[15] München-Pasing, Köln-Arcaden, Düsseldorf Arcaden, Recklinghausen Arcaden, LP12 Mall of Berlin, Regensburg Arcaden, Mönchengladbach Arcaden, Hamburg, Wuppertal, Leipzig, Magdeburg, Frankfurt am Main, Wien (Österreich) & Madrid (Spanien)[16]
- Lechuza-Outlet Zirndorf[17]
- Playmobil- & Lechuza-Fabrikverkauf, Dietenhofen[17]
- Playmobil-FunParks Zirndorf, Hal Far, Athen[18]
- Playmobil-Hotel, Zirndorf

## Ehemalige und aktuelle Produktpalette
(Quelle:)
- Schatullenbeschläge (1876–1926)
- Kaufladenartikel (von 1926 bis 1954 aus Blech, Holz und Metall, ab 1954 bis ca. 1970er Jahre aus Kunststoff und Metall)
- Spardosen (von 1926 bis 1954 aus Blech und Metall, ab 1954 bis ca. 1970er Jahre aus Kunststoff und Metall)
- Telefone (von 1926 bis 1954 aus Blech und Metall, ab 1954 bis ca. 1970er Jahre aus Kunststoff und Metall)
- Metallspielzeug (von 1926 bis 1954)
- Hula-Hoop-Reifen (im Jahr 1958/59)
- Kunststoffartikel aus dem Spielwaren- & Freizeitbereich vor Playmobil (von ca. 1958/59 bis 1970er Jahre)
- Playmobil (seit 1974)
- Pflanzgefäße, Gartenmöbel (seit 2000)[19]

## Umsatzentwicklung
| Geschäfts- jahr | Umsatz (in Mio. €)  | Umsatz (in Mio. €) | Umsatz (in Mio. €) | Mitarbeiter- zahl | Quelle |
| Geschäfts- jahr | Brandstätter Gruppe | Playmobil weltweit | Lechuza            | Mitarbeiter- zahl | Quelle |
| --------------- | ------------------- | ------------------ | ------------------ | ----------------- | ------ |
| 2023/24         | 449                 | 381                | 46                 | 3.198             | [ 20 ] |
| 2022/23         | 532                 | 467                | 45                 | 3.906             | [ 20 ] |
| 2021/22         | 692                 | 614                | 62                 | 4.089             | [ 20 ] |
| 2020/21         | 721                 | 653                | 54                 | 4.133             | [ 20 ] |
| 2019/20         | 687                 | 636                | 41                 | 4.547             | [ 20 ] |
| 2018/19         | 719                 | 669                | 40                 | 4.519             | [ 20 ] |
| 2017/18         | 715                 | k. A.              | k. A.              | 4.528             | [ 20 ] |
| 2017            | 741                 | 679                | –                  | 4.443             | [ 21 ] |
| 2016            | 671                 | 611                | –                  | –                 | [ 22 ] |
| 2015            | 616                 | 558                | –                  | –                 | [ 22 ] |
| 2014            | 595                 | 535                | 46,4               | 4.166             |        |
| 2013            | 612                 | 552                | 47,5               | 4.069             |        |
| 2012            | 591                 | 531                | 46,9               | 3.701             |        |
| 2011            | 564                 | 505                | 45,6               | 3.520             | [ 23 ] |
| 2010            | 560                 | 507                | 33                 | 3.250             | [ 24 ] |
| 2009            | 518                 | 474                | 39                 | 3.060             |        |
| 2008            | 496                 | 452                | 22                 | 3.000             | [ 25 ] |
| 2007            | 459                 | 427                | 20                 | 2.861             | [ 26 ] |
| 2006            | 402                 | 379                | 12                 | 2.721             | [ 27 ] |
| 2005            | 377                 | 361                |                    | 2.591             |        |
| 2004            | 370                 | 359                |                    | 2.500             | [ 28 ] |
| 2003            | 331,4               | 324                |                    | 2.428             | [ 29 ] |
| 2002            | 301                 | 260                |                    | 2.267             | [ 30 ] |
| 2001            | 292,9               | 268                |                    | 2.318             | [ 31 ] |

Etwa 70 Prozent des Umsatzes werden im Ausland erzielt. Es gibt Playmobil-Vertriebsstätten in vielen Ländern Europas und in den USA, Kanada und Mexiko.
„Der Spiegel“ stellte 2013 die geobra Brandstätter Stiftung & Co. KG als Musterbeispiel heraus. Ihr Alleineigentümer weigere sich, „seine Spielzeugfiguren in Asien produzieren zu lassen. Weil er mit seinen Männchen lieber Land um Land mit eigenem Geld erobert, statt an die Börse zu gehen, nach einem Fusionspartner zu suchen oder was wild gewordene Investmentbanker um die Jahrtausendwende sonst noch alles so forderten. Einen Lehman-Crash, eine Schuldenkrise und eine europäische Rezession später stehen Unternehmer vom Schlage Brandstätters plötzlich für Zukunft.“